# Cephalotes atratus

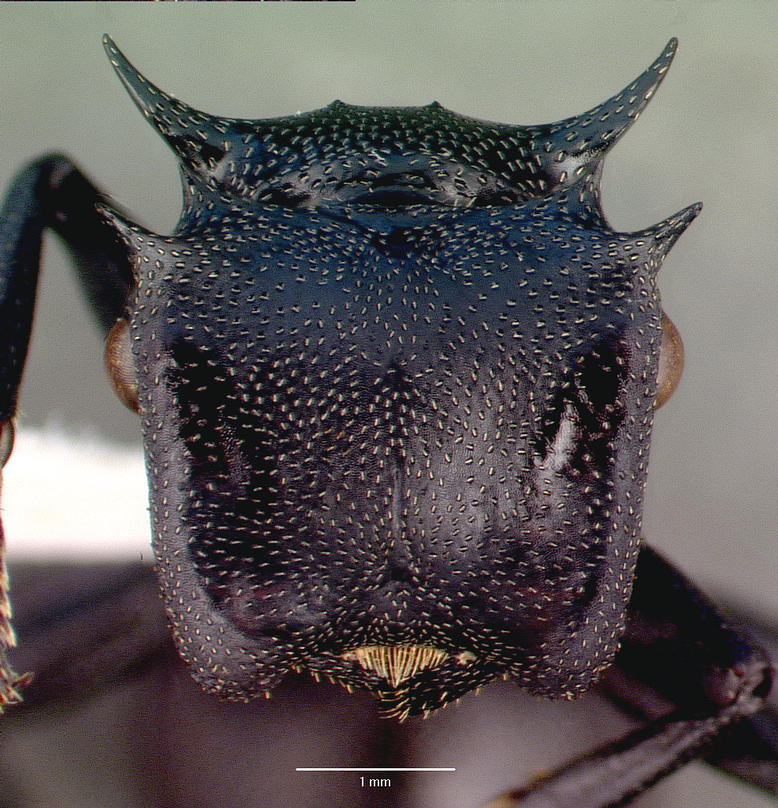
Голова муравья Cephalotes atratus

Cephalotes atratus (лат.) — вид древесных муравьёв рода Cephalotes (трибы Cephalotini) из подсемейства мирмицины (Myrmicinae).

## Распространение
Центральная и Южная Америка от Панамы до Аргентины и Бразилии.

## Описание
Чёрные древесные муравьи, крупные рабочие имеют длину до 14 мм. Обнаружена способность к планированию при падении с деревьев. Рабочие муравьи в состоянии контролировать направление падения во время полёта, отклоняясь к стволу того дерева с кроны которого они падают.
В 2008 году у этого вида была обнаружена уникальная форма мимикрии, которую вызывают паразитические нематоды Myrmeconema neotropicum. В результате у муравьёв чёрное брюшко становится красным.

## Систематика
Вид был описан шведским натуралистом Карлом Линнем под именем Formica atrata Linnaeus, 1758. Синонимами его являются таксоны:
- Formica atrata Linnaeus
- Formica quadridens De Geer
- Cephalotes crassispina Santschi
- Cryptocerus dubitatus Smith
- Cryptocerus atratus rufiventris Emery
- Cephalotes nitidiventris Santschi

### Подвиды
- Cephalotes atratus atratus (Linnaeus, 1758)
- Cephalotes atratus erectus Kempf, 1951